# Miguel Urabayen Cascante
Miguel Urabayen Cascante (Pamplona, 12 de març de 1926-ibídem, 3 de gener de 2018) va ser un periodista, catedràtic de periodisme, doctor en Dret i crític de cinema espanyol.

## Biografia
Fill de Leoncio Urabayen Guindo, catedràtic i director (de 1934 a juliol de 1936) de l'Escola Normal de Pamplona, pioner de la Geografia humana a Navarra. Nebot de l'escriptor Félix Urabayen.
Va ser Professor d'Estructura de la Informació Periodística en les Facultats de Comunicació de les Universitats de Navarra i Complutense de Madrid (plaça obtinguda per oposició en 1982), donant un contingut original a aquesta assignatura de la carrera de Periodisme.
Professor de Premsa Comparada en el Programa de Graduats Llatino-Americans (PGLA) de la Universitat de Navarra des de 1972 a 1989.
De 1971 a 1978 va ser director del setmanari “Norte Deportivo”, publicat per Diario de Navarra.
Visiting Professor a The Poynter Institute (St. Petersburg, Florida, EUA) durant quinze anys, de 1985 a 1999.
A partir de 1986 va començar a impartir, primer com a seminari i després com a assignatura, el curs “Cultura de la imatge periodística”, llavors nou en les Universitats espanyoles, en el qual s'estudiaven per mitjà de centenars de diapositives tant les fotografies com els mapes, gràfics, caricatures, comics i il·lustracions de la premsa. També s'estudiaven primeres planes de diaris i portades de revistes. Va ser el curs precursor de les assignatures després anomenades “Disseny periodístic” o “Periodisme visual”.
De 1978 a 2005 va ser convidat a impartir conferències i seminaris en Facultats, Instituts i Associacions de Premsa, tant d'Espanya com d'Alemanya, l'Argentina, el Brasil, Colòmbia, Costa Rica, Xile, l'Equador, els Estats Units, França, Mèxic, l'Uruguai i Veneçuela.
Durant diversos anys va ser jurat en els Premis Malofiej concedits anualment pel Capítol espanyol de la SND des de 1993. Com a record de la seva col·laboració, el premi atorgat al millor mapa porta el seu nom.
Com a crític de cinema, va ser durant molts anys el més veterà de la premsa diària espanyola. Va començar a publicar les seves cròniques a l'octubre de 1953 a “El Pensamiento Navarro” i va seguir fins a febrer de 1971. A partir de març d'aquest any les va publicar a “Diario de Navarra” on des de 1999 apareixien en una pàgina per setmana. En total, haurà escrit més de cinc mil crítiques cinematogràfiques.
Durant maig de 2010 va presentar a Pamplona el cicle de Cinema Bèl·lic “La guerra en Europa vista por Hollywood” en el qual va analitzar quatre pel·lícules (una per setmana) i les accions reals sobre les quals es basaven, explicades amb mapes, gràfics i diapositives.
Va promoure al costat de José Irigoyen i altres afeccionats a l'aviació l'Aeroclub de Pamplona, relacionat a l'origen amb l'actual aeroport de Noain.
De 1963 a 1966 va ser gestor de la creació del Golf d'Ulzama, triant el lloc on es troba el seu camp.
De 1999 a 2000 va ser un dels tres comissaris de l'exposició fotogràfica “Espanya ahir i avui” que la Societat Estatal Espanya Nou Mil·lenni va presentar en el Museu Reina Sofia des del 23 de maig al 4 de setembre de 2000.

## Premis i homenatges[3]
Medalles del Cercle d'Escriptors Cinematogràfics
| Any  | Categoria                 | Obra                              | Resultat  |
| ---- | ------------------------- | --------------------------------- | --------- |
| 1969 | Millor labor periodística | Treballs a El Pensamiento Navarro | Guanyador |

- Premi Nacional del Cercle d'Escriptors Cinematogràfics (1970).
- Medalla del Cercle d'Escriptors Cinematogràfics (2004).
- Homenatjat pel Festival de Cinema de Pamplona (octubre de 2009).
- Lifetime Achievement Award, concedit per la Society of News Design (SND), principal organització del disseny periodístic mundial, per la seva labor didàctica en considerar-li “un dels millors divulgadors, no només de la infografia periodística sinó de la imatge com a eina clau per a crear notícies”.[5] (septiembre 2009)
- Premi Teobaldo, al treball periodistico de Cultura, de l'Associació de Periodistes de Navarra (2017)

## Publicacions
Autor d'articles i llibres sobre temes de premsa. Entre aquests últims:
- Vida privada e información. Un conflicto permanente (1977, primer estudi sobre aquest tema a Espanya, publicat durant la transició a la democràcia)
- Antecedentes históricos de la cláusula de conciencia. El modelo francés (1978)
- Los folletones en El Sol de Félix Urabayen (1983, primer llibrd dedicat a la seva memòria),
- Estructura de la Información Periodística. Concepto y Método (primera edició 1988, segona 1993),
- Décrypter la presse écrite espagnole (2000, con J.P.Castellani).
- Dirigió y supervisó al equipo de traductores del “Dictionnaire du Cinéma” editado en París por Larousse en 1986. La versión castellana, un gran volumen de 904 páginas, apareció en España en 1991.
- En 1997 publicó el libro “Las cien mejores películas. Una selección muy personal” en el que reunió las cien crónicas publicadas en otros tantos días seguidos durante 1996 en “Diario de Navarra” (aparte de sus crónicas semanales) para conmemorar el centenario del cine.